# San Mauro Cilento
San Mauro Cilento är en ort och kommun i provinsen Salerno i regionen Kampanien i Italien. Kommunen hade 865 invånare (2017).